# 加文·聖皮雅
加文·聖皮雅（英語：Gavin St Pier；1967年1月—），是一名根西政治人物，在第三次無記名投票後於2016年5月當選為根西島政策和資源委員會主席。

## 簡介
2012年4月18日的大選中，聖皮雅當選為根西议会聖桑普森區的議員，後來出任根西財政和資源部部長。